# Stennäsudden
Stennäsudden är en udde i Finland. Den ligger i Borgå och landskapet Nyland, i den södra delen av landet, 50 km öster om huvudstaden Helsingfors.
Terrängen inåt land är platt. Havet är nära Stennäsudden söderut.